# エリザベスとフィラデルフィア・ウォートン姉妹の肖像
『エリザベスとフィラデルフィア・ウォートン姉妹の肖像』（エリザベスとフィラデルフィア・ウォートンしまいのしょうぞう、露: Портрет Елизаветы и Филадельфии Уортон, 英: Portrait of Elizabeth and Philadelphia Wharton）は、バロック期のフランドルの巨匠アンソニー・ヴァン・ダイクがキャンバス上に油彩で制作した肖像画である。画面左下にモデルの人物と1640年という制作年代が記されているが、必ずしも信憑性はない。しかし、画家がイギリスに渡ってから、すなわち1632年以降に描いたイギリス貴族の子供を描いた作品であることは確かである。ホートン・ホールにあったウォルポール・コレクションから購入され、1779年以来、サンクトペテルブルクのエルミタージュ美術館に所蔵されている。

## 作品
委嘱による貴族の子供の肖像画の場合、バロックという時代の儀礼的仰々しさを反映して、大人の記念肖像を縮小したような、生気に乏しいものも少なくない。しかし、ヴァン・ダイクは子供の肖像の大家であった。彼の描く子供の肖像画は人形のようなイメージでも感傷的でもなく、子供の年齢ならではの特徴を浮き彫りにし、初々しさ、無邪気さをあますところなく伝えている。
本作の少女たちは2人とも本物の宮廷の貴婦人のように正装し、髪を整えている。少女たちは画家のためにポーズをとっているところである。とはいえ、「大人」らしくしようとしていても、子供らしい率直さが垣間見え、楽しみつつ茶目っ気を見せながら、自分たちの役割を演じている。さらに、画家は彼女らの表情やポーズに微妙な変化をつけ、また引き立て役に姉のドレスを片足で引っ掻く犬を置くなど、愛らしくも自然な感じを出しながら、2人が幼くしてすでに完成された淑女であることを鑑賞者に納得させる。
絵画の画面左下の銘文によれば、少女たちは第4代ウォートン男爵フィリップとその最初の妻エリザベスの間の娘エリザベスとフィラデルフィアである。2人の娘のうち姉のエリザベスは、後に第3代リンゼイ伯爵となるロバート・バーティと1659年に結婚し、1669年に没した。妹のフィラデルフィアの生涯については何も知られていないが、成年に達することなく世を去った可能性が高い。
本肖像画は、ヴァン・ダイクの子供の肖像画の中で最も感銘を与える作品の1つである。少女たちは間違いなくヴァン・ダイク本人の手で描かれている。しかし、大雑把な背景、特に風景の部分は助手の関与をうかがわせる。